# Silvia Mazzieri

Silvia Mazzieri (Pisa, 23 febbraio 1993) è un'attrice italiana.

## Biografia
Silvia Mazzieri nasce a Pisa il 23 febbraio 1993 e cresce ad Abbadia San Salvatore, in provincia di Siena. Pratica atletica leggera, gareggiando come velocista a livello agonistico, e si diploma in chimica industriale.
Nel 2010 partecipa alla finale della 71ª edizione del concorso di bellezza Miss Italia, con la fascia nº28 in rappresentanza della Toscana, classificandosi tra le prime sei e ottenendo la fascia di Miss Cinema Asti Spumante.
Dopo l'esperienza a Miss Italia, inizia ad avvicinarsi al mondo della recitazione. Per due anni, fino al 2011, frequenta la scuola di teatro “Il Genio della Lampada” a Firenze, quindi studia presso l’accademia di recitazione e doppiaggio Actor’s Planet fino al 2014; infine si trasferisce a Roma, dove frequenta il centro “C.I.A.P.A” diretto da Gisella Burinato. Durante gli anni di studio, partecipa a piccoli spot pubblicitari e cortometraggi, tra cui L'amore ormai.
Nel 2015 appare nella sesta stagione di Provaci ancora prof!, mentre nel biennio 2015-2016 recita nella seconda e terza stagione di Braccialetti rossi, nel ruolo di Bella. Dal 2015 al 2017 veste i panni della commessa e aspirante attrice Silvana Maffeis nelle prime due stagioni della serie televisiva Il paradiso delle signore. Dal 2020 al 2022 interpreta la specializzanda di medicina interna Alba Patrizi nelle prime due stagioni della serie Doc - Nelle tue mani. Nel 2020 viene anche scritturata per interpretare Giada Ruggero nella serie Vivi e lascia vivere.

### Vita privata
Il 1º giugno 2022 diventa madre di Greta, avuta col compagno e collega Yari Gugliucci.

## Filmografia

### Cinema
- Latin Lover, regia di Cristina Comencini (2015)
- Bentornato papà, regia di Domenico Fortunato (2021)
- Succede anche nelle migliori famiglie, regia di Alessandro Siani (2024)

### Televisione
- Una Ferrari per due, regia di Fabrizio Costa – film TV (2014)
- Braccialetti rossi – serie TV, seconda e terza stagione (2015-2016)
- Provaci ancora prof! – serie TV, sesta stagione (2015)
- Il paradiso delle signore – serie TV, prima e seconda stagione (2015-2017)
- Lobby Girls – webserie (2017)[18]
- La strada di casa – serie TV (2017-2019)
- Vivi e lascia vivere – serie TV (2020)
- Doc - Nelle tue mani – serie TV (2020-2024)
- Le onde del passato – serie TV (2025)

### Cortometraggi
- L'amore ormai, regia di Roberto Gneo e Massimo Pellegrinotti (2014)
- Once (In My Life), regia di Francesco Colangelo (2017)

## Programmi TV
- Miss Italia – concorso di bellezza (2010) - concorrente